# Mareri (famiglia)
La famiglia Mareri o Marieri (talvolta preceduti dalla preposizione di) è una famiglia nobile italiana.

## Storia

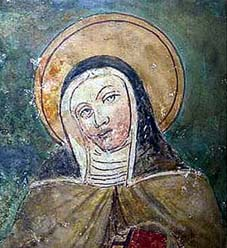
Filippa Mareri

La famiglia Mareri trae origine dalla casata dei Berardi, noti come Conti dei Marsi. La genealogia documentata fa capo a un Filippo, il quale, entrato in possesso del feudo di Mareri (la contemporanea Castel Mareri, frazione di Petrella Salto, comune del Lazio), all'epoca situato in Abruzzo Ultra, grazie ad una legge longobarda del XII secolo, assunse come proprio cognome il nome del feudo posseduto. Tale feudo, che nel corso degli anni fu elevato fino al rango di contea, fu governato dalla famiglia per quattro secoli. Il potere e l'influenza che la famiglia suscitò in Abruzzo, nel quale possedeva un cospicuo territorio, furono ritenute dallo storico napoletano Francesco De Pietri quasi equiparabili a quelle di un re. Il suo stemma è di rosso a tre piramidi d'argento, accompagnate in capo da tre rose dello stesso ordinate in fascia, le quali rose furono aggiunte per concessione dei Normanni. Tra i più noti membri della famiglia, si ricordano la santa Filippa Mareri, il vescovo Francesco Marerio e il cardinale Ippolito Antonio Vincenti Mareri.

## Albero genealogico
Di seguito è riportato l'albero genealogico della famiglia Mareri dal fondatore Filippo, vivente nel XII secolo, fino ai discendenti di Francesco "Franciotto", vissuti nel XVI secolo, secondo una ricostruzione degli storici e genealogisti Carlo De Lellis, Scipione Ammirato e Scipione Mazzella: